# Bandiera dello Zimbabwe
La bandiera dello Zimbabwe è stata adottata il 18 aprile 1980. È composta da sette bande orizzontali, che ripetono due volte i colori panafricani verde-giallo-rosso, separati da una banda nera. Sul lato del pennone è presente un triangolo bianco recante al centro una stella rossa a cinque punte con sovraimposta la figura di un uccello. L'uccello rappresenta una statuetta di steatite ritrovata tra le rovine della Grande Zimbabwe; esso è l'emblema nazionale; il triangolo bianco rappresenta la pace e la stella rossa simboleggia ciò cui la nazione aspira: l'internazionalismo e il socialismo.

## Colori
I colori della bandiera sono basati su quelli della bandiera dell'Unione Nazionale Africana di Zimbabwe - Fronte Patriottico (ZANU-PF) il partito attualmente al potere in Zimbabwe. 
Il significato dei colori è il seguente:
- Verde: la vegetazione e l'agricoltura dello Zimbabwe
- Giallo: la ricchezza mineraria del paese
- Rosso: il sangue versato nella guerra di liberazione
- Nero: la maggioranza nera[1] e l'eredità culturale e l'etnia dei nativi africani dello Zimbabwe[senza fonte]

## Bandiere storiche

Bandiera della Compagnia dell'Africa Meridionale Britannica (1890-1924)
Bandiera della Rhodesia Meridionale (1924-1953,[2] 1º gennaio 1964- 7 aprile 1964), a livello internazionale riconosciuta fino al 1979.
Bandiera della Federazione della Rhodesia e del Nyasaland (1º agosto 1953- 31 dicembre 1963)
Bandiera della Rhodesia Meridionale (8 aprile 1964- 10 novembre 1965) e della Rhodesia (11 novembre 1965- 10 novembre 1968)
Bandiera della Rhodesia (11 novembre 1968- 31 maggio 1979) e dello Zimbabwe Rhodesia (1º giugno 1979- 1º settembre 1979)
Bandiera dello Zimbabwe Rhodesia (2 settembre 1979- 11 dicembre 1979)
Bandiera del Regno Unito, utilizzata ufficialmente in Rhodesia Meridionale (12 dicembre 1979- 17 aprile 1980)

- Bandiera della Rhodesia Meridionale
 (8 aprile 1964-
10 novembre 1965) e della Rhodesia
 (11 novembre 1965-
10 novembre 1968)
- Bandiera della Rhodesia
 (11 novembre 1968-
31 maggio 1979) e dello Zimbabwe Rhodesia
 (1º giugno 1979-
1º settembre 1979)
- Bandiera dello Zimbabwe Rhodesia
 (2 settembre 1979-
11 dicembre 1979)
- Bandiera del Regno Unito, utilizzata ufficialmente in Rhodesia Meridionale
 (12 dicembre 1979-
17 aprile 1980)